# Erzbistum Korhogo
Das Erzbistum Korhogo (lateinisch Archidioecesis Korhogoensis) ist eine in der Elfenbeinküste gelegene römisch-katholische Erzdiözese mit Sitz in Korhogo. Es umfasst die Départements Boundiali, Korhogo und Tengréla in der Region Savanes.

## Geschichte
Papst Paul VI. gründete mit der Apostolischen Konstitution Christi mandatum  am 15. Oktober 1971 das Bistum Korhogo aus Gebietsabtretungen des Bistums Katiola, das dem Erzbistum Abidjan als Suffragandiözese unterstellt wurde.
Mit der Bulle Ad aptius providendum  wurde es am 19. Dezember 1994 in den Rang eines Metropolitanbistums erhoben und verlor einen Teil seines Territoriums zugunsten der Errichtung des Bistums Odienné.

## Ordinarien

### Bischof von Korhogo
- Auguste Nobou (15. Oktober 1971–19. Dezember 1994)

### Erzbischöfe von Korhogo
- Auguste Nobou (19. Dezember 1994–25. September 2003)
- Marie-Daniel Dadiet (12. Mai 2004–12. Oktober 2017)
- Ignace Bessi Dogbo (3. Januar 2021 – 20. Mai 2024, dann Erzbischof von Abidjan)
- Armand Koné (seit 7. März 2025)

## Statistik
| Jahr | Bevölkerung | Bevölkerung | Bevölkerung | Priester   | Priester           | Priester         | Priester               | Ständige Diakone | Ordensleute | Ordensleute | Pfarreien |
| Jahr | Katholiken  | Einwohner   | %           | Gesamtzahl | Diözesan- priester | Ordens- priester | Katholiken je Priester | Ständige Diakone | männlich    | weiblich    | Pfarreien |
| ---- | ----------- | ----------- | ----------- | ---------- | ------------------ | ---------------- | ---------------------- | ---------------- | ----------- | ----------- | --------- |
| 1980 | 7.510       | 564.409     | 1,3         | 20         | 5                  | 15               | 375                    |                  | 20          | 38          | 14        |
| 1990 | 15.035      | 625.500     | 2,4         | 31         | 7                  | 24               | 485                    |                  | 31          | 69          | 18        |
| 1999 | 15.650      | 750.000     | 2,1         | 28         | 13                 | 15               | 558                    |                  | 27          | 74          | 20        |
| 2000 | 17.031      | 800.000     | 2,1         | 29         | 12                 | 17               | 587                    |                  | 31          | 76          | 20        |
| 2001 | 21.062      | 680.071     | 3,1         | 31         | 13                 | 18               | 679                    |                  | 30          | 69          | 20        |
| 2002 | 24.429      | 680.071     | 3,6         | 35         | 14                 | 21               | 697                    |                  | 33          | 74          | 20        |
| 2003 | 25.819      | 687.819     | 3,8         | 37         | 16                 | 21               | 697                    |                  | 28          | 42          | 20        |
| 2004 | 25.819      | 687.819     | 3,8         | 38         | 17                 | 21               | 679                    |                  | 28          | 42          | 20        |
| 2006 | 48.000      | 803.000     | 6,0         | 37         | 23                 | 14               | 1.297                  |                  | 25          | 59          | 24        |